# MineStorm
Mine Storm — игра в жанре мультинаправленного шутера, разработанная Джоном Холлом и опубликованная в 1982 году компанией General Consumer Electronics для системы Vectrex.

## Игровой процесс
Mine Storm была встроенной игрой системы Vectrex. Геймплей очень похож на игру Asteroids. Игра начинается с появления вражеского минного корабля, который летит с верха до низу экрана, сбрасывая мины на поле, и исчезает. Мины отображаются в виде случайно расположенных точек. Корабль игрока появляется в середине поля с 5 жизнями. В начале игры на экране появляются четыре мины, вырастающие из неподвижных точек на поле и начинают дрейфовать. По мере того как каждая плавающая мина уничтожается, на её месте появляются две мины поменьше, а затем две ещё меньше, и для полного уничтожения одной мины требуется семь попаданий. Игрок должен уничтожить все мины, чтобы перейти на следующий уровень. Если корабль игрока сталкивается с миной или попадает под летящий снаряд, то игрок теряет одну жизнь и уровень перезапускается. Бонусная жизнь дается за очистку 4 минных полей.
Когда почти все мины будут обезврежены, вражеский минный корабль снова появляется в виде небольшой космической тарелки, двигаясь зигзагом и сбрасывая новые мины, если его немедленно не уничтожить. Игра поддерживает до двух игроков, которые играют по очереди, а подсчёт очков отображается на экране раздельно.

## Баг и Mine Storm II
Оригинальная игра, которая шла в комплекте с системой Vectrex, имела ошибку, приводящую к сбою игры на тринадцатом уровне. Если игрок обращался к GCE (Милтон Брэдли в Великобритании) и сообщал об этой ошибке, он получал бесплатную Mine Storm II — версию игры Mine Storm с исправлением, которая начала продаваться из-за технических ограничений того времени, не позволявших внести исправление в существующие системы. Лишь несколько человек сделали это, поэтому игра считается крайне редкой среди коллекционеров. Со временем началось производство систем Vertex, в которой игра Mine Storm не имела бага.

## Оценка
Журнал Video выпустил рецензию на Mine Storm в своей колонке Arcade Alley, где игра была описана как «стремительное соревнование, сильно похожее на Asteroids». Создатель журнала Creative Computing Video & Arcade Games Дэвид H. Эйхл похвалил управление, графику и звук. Он порекомендовал именно эту игру фанатам Asteroids, которые были разочарованы версиями на других системах.